# جام یوفا ۷۴–۱۹۷۳
جام یوفا ۷۴–۱۹۷۳، سومین فصل از جام یوفا، مسابقات فوتبال باشگاهی سطح دوم اروپا بود که اکنون با نام لیگ اروپا شناخته می‌شود و توسط یوفا سازماندهی می‌شود. این دوره با قهرمانی فاینورد به پایان رسید.